# شهرستان باکی
شهرستان باکی (به لاتین: Baki District) یک منطقهٔ مسکونی در سومالی‌لند است که در اودال واقع شده‌است.